# Bogumiła Donimirska
Bogumiła Donimirska, z domu Wolska (ur. 28 sierpnia 1816 w Gawłowicach koło Radzynia Chełmińskiego, zm. 2 marca 1914 w Sztumie) – polska działaczka społeczna i oświatowa, ziemianka.

## Życiorys
Była córką Franciszka Wolskiego i Heleny z Żółkiewskich. Wyszła za mąż za Piotra Alkantarego Donimirskiego; wspierała męża w jego działalności społecznej (m.in. w powiatowym Kole Ligi Polskiej). Patronowała licznym polskim stowarzyszeniom patriotycznym i oświatowym. Po śmierci męża w 1887 gospodarowała w majątku Czernin, który ok. 1900 przekazała wnukowi Witoldowi Donimirskiemu. Ostatnie lata życia spędziła w Sztumie.
Prawnukiem Bogumiły był Olgierd Donimirski (1913–2004), działacz społeczny i gospodarczy.